# La historia Live
La Historia Live es el primer y único álbum en vivo del dúo Héctor & Tito. El concierto masivo llevado a cabo en el Coliseo Roberto Clemente de Hato Rey, con la participación de invitados como Daddy Yankee, Don Omar, Nicky Jam, entre otros. De este concierto se desprendería el álbum La Historia Live con 31 temas.
La Historia Live consta de 3 temas nuevos en donde todos fueron éxitos contundentes, entre ellos: Baila Morena feat. Don Omar & Glory y Amor de Colegio feat. Don Omar y Ay Amor feat. Víctor Manuelle.

## Certificación
| País                  | Certificación        | Ventas  |
| --------------------- | -------------------- | ------- |
| Estados Unidos (RIAA) | 2 X Platino (Latino) | 200,000 |

## Lista de canciones
| CD 1 |                                                 |               |          |  |
| N.º  | Título                                          | Productor(es) | Duración |  |
| 1.   | «Intro / Si Estoy Fácil»                        |               | 5:06     |  |
| 2.   | «Dónde Están»                                   |               | 2:52     |  |
| 3.   | «Guata Gatas/Improvisación»                     |               | 4:35     |  |
| 4.   | «Caminaré Por El Mundo» (feat. Grupo Manía)     |               | 4:36     |  |
| 5.   | «Qué Será» (feat. La Secta AllStar)             |               | 7:50     |  |
| 6.   | «Tra-Tra Mix»                                   |               | 1:50     |  |
| 7.   | «Yo Te Buscaba»                                 |               | 4:54     |  |
| 8.   | «Artificiales Gatilleros»                       |               | 2:45     |  |
| 9.   | «Gata Celosa» (feat. Magnate & Valentino)       |               | 3:31     |  |
| 10.  | «Pégate»                                        |               | 2:18     |  |
| 11.  | «Noche De Loba» (feat. Victor Manuelle)         |               | 11:05    |  |
| 12.  | «Flores Pa' Los Muertos»                        |               | 5:06     |  |
| 13.  | «Bandolera»                                     |               | 2:36     |  |
| 14.  | «Yo Quiero Saber»                               |               | 2:20     |  |
| 15.  | «Tu Pueblo Es Mi Pueblo»                        |               | 4:47     |  |
| 16.  | «Gata Salvaje» (feat. Daddy Yankee & Nicky Jam) |               | 2:56     |  |

| CD 2 |                                                             |               |          |  |
| N.º  | Título                                                      | Productor(es) | Duración |  |
| 1.   | «Dale Un Latigazo» (feat. Daddy Yankee & Nicky Jam)         |               | 3:21     |  |
| 2.   | «En Una Disco»                                              |               | 4:39     |  |
| 3.   | «Homenaje A Vico C (Medley) (Explosión/Bomba Para Afincar)» |               | 3:51     |  |
| 4.   | «Después Que Cae La Lluvia» (feat. Domingo Quiñones)        |               | 5:35     |  |
| 5.   | «Te Estás Calentando» (feat. Don Omar)                      |               | 1:48     |  |
| 6.   | «Ven Suéltate» (feat. Don Omar)                             |               | 1:20     |  |
| 7.   | «Déjala» (feat. Don Omar)                                   |               | 1:56     |  |
| 8.   | «Duele»                                                     |               | 4:27     |  |
| 9.   | «Mataron A Un Inocente»                                     |               | 3:05     |  |
| 10.  | «Gatúbela»                                                  |               | 5:37     |  |
| 11.  | «Ay Amor (Reggaetón)» (feat. Víctor Manuelle)               |               | 3:54     |  |
| 12.  | «Baila Morena»                                              |               | 3:06     |  |
| 13.  | «Amor De Colegio» (feat. Don Omar)                          |               | 3:07     |  |
| 14.  | «Ay Amor» (feat. Víctor Manuelle)                           |               | 4:18     |  |
| 15.  | «Baila Morena (Re-Mix)»                                     |               | 2:38     |  |

## DVD
- Baila Morena (feat. Don Omar & Glory) (2004)
- Ay Amor (feat. Victor Manuelle) (2004)
- Amor De Colegio (feat. Don Omar) (2004)

## Recepción
El álbum es el primer álbum en vivo exitoso de Puerto Rico, después vendrían otras versiones exitosas en vivo como The Last Don y King of Kings de Don Omar, Sonando Diferente de Yaga y Mackie, Ahora le Toca al Cangri y Barrio Fino de Daddy Yankee, entre otros. 